# Habib Boufares
Habib Boufares, né le 18 octobre 1946 à Kalâa Kebira en Tunisie, est un acteur de cinéma francophone. Il est connu du grand public pour avoir interprété son unique rôle principal de Slimane Beiji dans le film La Graine et le Mulet, film d'Abdellatif Kechiche récompensé par le César 2008.

## Biographie
Habib Boufares est un acteur non professionnel né le 18 octobre 1946 à Kalâa Kebira en Tunisie. Le personnage de Slimane est directement inspiré par le père, désormais décédé, d'Abdellatif Kechiche.